# Florian Fastina
Florian Fastina (født 23. marts 1963) er en dansk radio- og tv-vært, mest kendt for sit arbejde i forbindelse Danmarks Natradio på DR i årene 1998-2004. P3-Listen, bestyrede Florian i årene 1999-2000. Siden er han blevet kendt for sine temaudsendelser på P4. Han har været tv-vært på DR2-programmet Stilfinder 1999-2000 samt medvært på TV3-programmet Stjernejoker i 1995-1996. Samtidig med sit radioarbejde er han også en af de mest benyttede speakere på radio- og tv-reklamer.

## Biografi
Florian Fastina blev født i Bremerhaven 23. marts 1963. Han blev året efter adopteret til Danmark, hvor han gik i folkeskolen fra 1969-1978. I 1982 blev han uddannet fotograf. Under sin uddannelse viste han stor interesse for musik og begyndte at spille som diskjockey. Han blev kendt under navnet "Frankie Fever", som var blevet til på baggrund af hans dengang borgerlige navn, Frank Fasting. Florian fik smag for radiomediet i 1982, da han var medvært i en udsendelse på den danske turistradio Radio Mercur, som var beliggende på den spanske sydkyst. I 1983 startede han som frivillig radiovært på Radio Roskilde. Siden har han b.la. været med til at starte Radio Køge. Han blev også tilknyttet Radio Viborg, hvor han blev meget populær for sine udsendelser. Her kan nævnes "Tidens Takter" og "Nattevagten". I 1989 blev han ansat ved Århus Nærradio hos Jack Fridthjof. I 1993 blev han hentet til The Voice i Odense, hvor han var et år, inden han kom til The Voice i København i 1994. Han var tilknyttet The Voice i København til 1998, hvor han skifter retning, og starter på DR P3. Med udsendelser som "Danmarks Natradio", "P3Listen", "Verdensmusik", "Global Beat", "Giro 413" og "Hotel Evergreen" beviste Florian, at han behersker enhver genre inden for radio. I 2006 blev Florian Fastina tilknyttet DR P4 Midt & Vest i Holstebro. 
I september 2008 blev Florian tilbudt en fast stilling hos Nova FM (Baur Media), som han dog forlod igen November samme år for, at vende tilbage på DR P4. 
Florian har sin egen podcast på florian.dk. Navnet Florian Fastina fik han i 2003 efter et besøg hos numerolog, Annet Kofoed. 
I dag er Florian Fastina en af de mest benyttede stemmer til indtaling af reklamer, e-learning og dokumentarfilm.[kilde mangler]
Han har siden 2013 været bosiddende i det nordlige Italien, hvor fra han arbejder i dag.  
I dag sender Florian Fastina radioprogrammet: FunkyyTown Weekend. Hver fredag fra kl. 17.00-19.00

## Radio
- 1983-1989 Radio Roskilde
- 1985-1989 Radio Viborg
- 1989-1991 Århus Nærradio
- 1991-1993 Radio Viborg
- 1993-1994 The Voice Odense
- 1994-1998 The Voice København
- 1998-2004 DR P3
- 2002-2008 DR P4
- 2006-2008 DR P4
- 2008-2008 Nova FM
- 2008-2013 DR P4
- 2018-Nu    FunkyyTown Weekend

## Musik
2007 "The Model" (Reggaeversion af tyske Kraftwerk's hit fra 1978) (Udgivet på RecArt 2007) (Vokal Florian Fastina, Produktion, Matias LaCour)